# Gerhard Domagk
Gerhard Johannes Paul Domagk (Lagow, 30. listopada 1895. – Burgberg, 24. travnja 1964.), njemački patolog i bakteriolog.

## Životopis
Domagk je studij medicine na Sveučilištu u Kielu prekinuo kako bi služio kao vojnik u prvom svjetskom ratu. Nakon rata završio je studij i istraživao infekcije uzrokovane bakterijama. Otkrio je da je sulfonamid Prontosil uspješan protiv Streptococcusa. Lijek je 
primijenio na svojoj kćeri i tako je spasio od amputacije ruke. Domagk je zalužan za otkriće prvog lijeka protiv bakterijske infekcije i za to je 1939. dobio Nobelovu nagradu za fiziologiju ili medicinu.

## Vanjske poveznice
- (engl.)Nobelova nagrada - životopis